# Kobbvatnet
Kobbvatnet (Lulessamisch Gåpjávrre) ist ein See, der in der Gemeinde Sørfold in Nordland in Norwegen liegt. Der 5,07 km³ große See liegt ungefähr 10 km südöstlich des Dorfes Mørsvikbotn, an der E6.